# Corradino Luciani
Corradino Luciani (Teora, 22 dicembre 1884 – Chicago, 18 novembre 1909) è stato un sindacalista italiano.
È stato un libero pensatore, pubblicista socialista, sindacalista e anticlericale.

## Biografia
Corradino Demetrio Giuseppe Luciani nacque a Teora, provincia di Avellino, il 22 dicembre 1884 da Pasquale Luciani e Teresa Sibilia ed è morto a Chicago il 18 novembre 1909.
Era iscritto alla facoltà di Giurisprudenza presso l'università Federico II di Napoli e scriveva per il giornale Il Grido di Montella. Ancora studente partì per l'America (da Napoli il 20 marzo 1907 con la nave Celtic e arrivò nel porto di New York il 1º aprile, destinazione Chicago presso l'amico Franco Rossi).
Ivi giunto si diede a militare tra la plebe, a studiare la vita degli operai nelle miniere, a organizzare leghe, confederazioni operaie, a tenere conferenze a Chicago, a Detroit Mic, a Utica, a San Luigi, a Spring Valley, e in tutti i paesi che toccava nelle sue continue peregrinazioni.
Qui collaborò attivissimamente con molti giornali e riviste: Il Proletario di New York, La Questione Sociale di Paterson, La Voce del Popolo, La Propaganda di Chicago, La Ragione Nuova, La Plebe di Philadelphia, La Lotta, La Parola dei Socialisti, L'Avvenire, L'Era Nuova, Cronaca Sovversiva (fondato da Luigi Galleani), Il Pensiero e molti altri.
Nel luglio e agosto del 1909 si addossò il faticoso incarico di un lungo viaggio di propaganda per conto del giornale La Plebe (rinominato, nel luglio del 1909, L'Avvenire), fondato da Carlo Tresca, e fu sul campo a professare le sue convinzioni in mezzo alle file dei minatori e a documentare le loro squallide condizioni. Quel viaggio gli costò la vita. Subito dopo si ammalò e venne operato di appendicite, senza che però si fosse mai più ristabilito.
Il giorno della sua morte si pubblicò, a Chicago, il primo ed unico numero di un giornale, fondato e scritto quasi interamente da lui: La Gogna.